# Maradi (vùng)

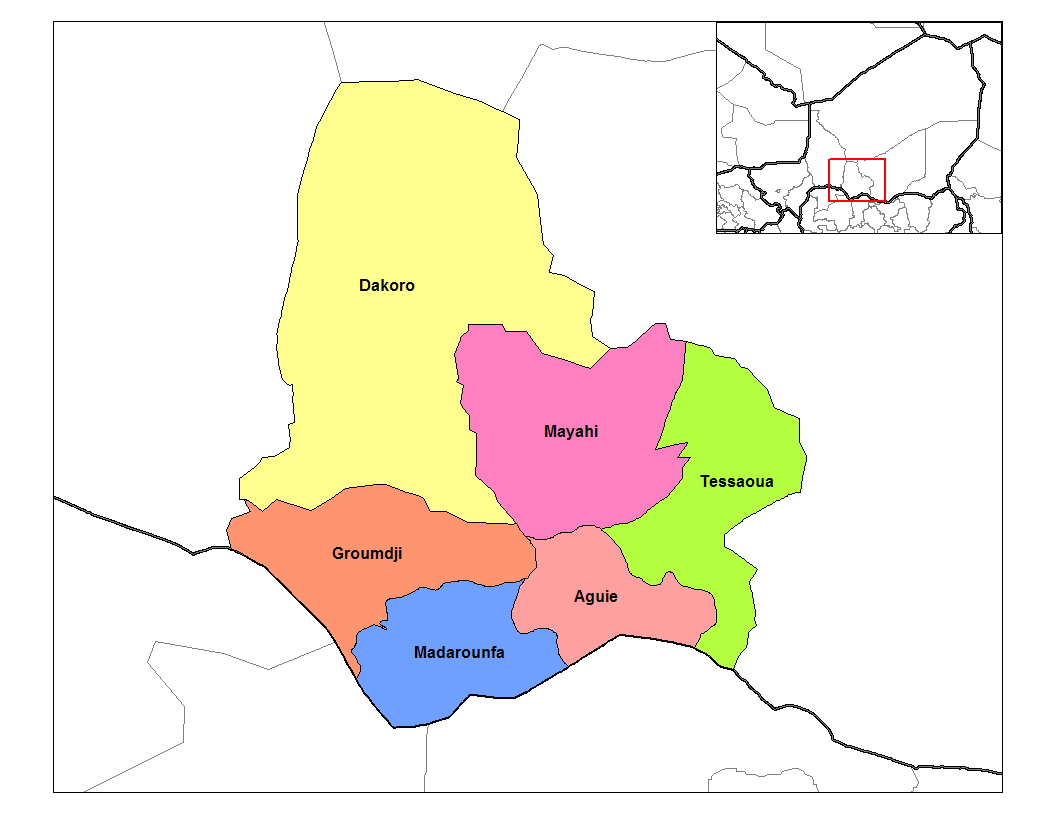
Các tỉnh của Maradi

Maradi là một trong các vùng của Niger. Vùng này có diện tích là 35.100 km².

## Địa lý
Maradi giáp với vùng Agadez về phía bắc, vùng Zinder về phía đông, Nigeria về phía nam và vùng Tahoua ở phía tây. Hầu hết diện tích nằm trong vùng Sahel. Phía nam Maradi có hồ Madarounfa và sông Goulbi N'Gabi.

### Các khu dân cư
Maradi là thủ phủ vùng. Các khu dân cư lớn khác là Tibiri, Kollo, Aguie, Dakoro và Mayahi.

### Tỉnh
Maradi được chia thành 6 tỉnh:
- Aguie
- Dakoro
- Guidan Roumdji
- Madarounfa
- Mayahi
- Tessaoua

## Kinh tế
Phía nam của vùng có nhiều bánh mì. Một số loại cây trồng bao gồm thuốc lá, xoài, lúa mì, đậu nành và bông.

## Nhân khẩu
Dân số của vùng này là 3.117.810 người vào năm 2011. Các nhóm dân tộc chính là Hausa, Fulani và Tuareg.